# Atriaal natriuretisch peptide
Atriaal natriuretisch peptide (ANP) is een hormoon dat wordt afgegeven door de atria van het hart. Wanneer reksensoren in de atriumwand een hogere bloeddruk, bijvoorbeeld door een toegenomen bloedvolume, detecteren wordt er meer ANP afgegeven. ANP heeft een direct effect op de natriumresorptie in de nieren. Het zorgt dat in de verzamelbuis van nefronen minder natrium teruggeresorbeerd wordt. Het verhoogt dus de natriumexcretie. Door deze lagere terugresorptie neemt uiteindelijk het bloedvolume af door een afgenomen osmose. In het geval van een lagere bloeddruk in de atria zal er dus minder ANP afgegeven worden, waardoor meer natrium teruggeresorbeerd wordt en het bloedvolume toeneemt. Daarnaast heeft ANP ook een dilaterende werking op de afferente arteriool van de nier. Bij een hoge bloeddruk zal ANP dus zorgen voor meer dilatatie van deze arteriool. Dit zorgt voor meer aanbod van bloed naar de nieren. Hierdoor zal uiteindelijk het bloedvolume afnemen.